# Scaphochlamys calcicola
Scaphochlamys calcicola là một loài thực vật có hoa trong họ Gừng. Loài này được Axel Dalberg Poulsen và R. J. Searle mô tả khoa học đầu tiên năm 2005.
Năm 2016, Yen Yen Sam et al. tách 8 loài ở Borneo (gồm S. argentea, S. biru, S. calcicola, S. iporii, S. petiolata, S. reticosa, S. salahuddiniana, S. stenophylla) ra thành chi riêng, gọi là Borneocola - với B. reticosus là loài điển hình, nhưng Ooi et al. (2017) cho rằng việc tách ra này chưa đủ độ thuyết phục và vẫn duy trì 8 loài này trong chi Scaphochlamys.

## Mẫu định danh
Mẫu định danh: Poulsen, Jugah & Clausager 2022; thu thập trên đảo Borneo ngày 20 tháng 6 năm 2003 (ZRC ghi là ngày 30) ở cao độ 50 m, trong hẻm núi đá vôi vừa mất rừng, tọa độ 1°24′0″B 110°8′0″Đ / 1,4°B 110,13333°Đ, Gunung Tai Ton, huyện Bau, tỉnh Kuching, bang Sarawak, Malaysia.
Holotype lưu giữ tại Cục Lâm nghiệp bang Sarawak ở Kuching, Sarawak, Malaysia (SAR); các isotype lưu giữ tại Đại học Aarhus, Đan Mạch (AAU), Vườn Thực vật Hoàng gia tại Edinburgh (E), Naturalis ở Leiden, Hà Lan (L) và Vườn Thực vật Hoàng gia tại Kew (K).

## Từ nguyên
Tính từ định danh calcicola (giống đực: calcicolus, giống trung: calcicolum) là từ trong tiếng Tân Latinh, nghĩa là "cây/con phát triển thịnh vượng/tươi tốt trên đá vôi" hoặc "xuất hiện trên các phần đá vôi trồi lên". Ở đây là để nói tới môi trường sinh sống của loài này là các đồi đất đá vôi.

## Phân bố
Loài đặc hữu Borneo, trong rừng vùng đất thấp. Tìm thấy gần Bau, tây nam Sarawak. Môi trường sống là chân hay lề các đồi đá vôi, trên các tảng đá lăn gần suối, ở cao độ tới 50 m.

## Mô tả
Cây thảo thân rễ cao 30–60 cm. Thân rễ bò ngang trên mặt đất, mập, đường kính ~7 mm khi khô, đôi khi tạo chạc, với các rễ neo giữ (không phải rễ cọc) khá phát triển. Các chồi lá cách nhau 2–20 cm, thuộc loại một lá rất khác biệt; phiến lá được bao chặt trong 3-5 bẹ không phiến lá, dài nhất tới 18 cm, màu kem tại gốc, màu xanh lục tươi về phía đỉnh, trở thành màu nâu, dạng giấy và xé thành mảnh vụn khi già, các bẹ này che khuất hoàn toàn bẹ ngắn hơn nhiều và lưỡi bẹ của lá; bẹ lá tới 3 cm, mép mỏng và rậm lông rung, kết thúc bằng lưỡi bẹ dạng màng, dài tới 5 mm (khi tươi), 2 thùy, khó thấy nhiều hay ít; cuống lá dài 10-27(-39) cm, có rãnh; phiến lá 15-37 × 9–18 cm, hình elip rộng đến hình mác, hơi không đối xứng, uốn nếp, mặt trên màu xanh lục trơn, mặt dưới màu xanh lục rất nhạt và có lông nhung dài tới 1 mm, áp ép, màu trắng, thưa thớt trên khắp mặt dưới (nhưng rậm nhất là gần và ở hai bên gân giữa); đáy thuôn tròn tới hơi hình tim và thon nhỏ dần, đỉnh nhọn thon khác biệt tới ~1 cm. Cuống cụm hoa tới 1,5 cm, thanh mảnh, nhẵn nhụi, ẩn tại đáy lá; cụm hoa mọc từ gần đáy lá bên trong các bẹ không lá, nở hoa từ đáy tới đỉnh; đầu cụm hoa dài 7–10 cm, dẹp hai bên, rộng 1,5–2 cm và sâu 0,5-0,6 cm, thon nhỏ về phía đỉnh nhọn, với 8-13 lá bắc sắp xếp thành hai dãy và cách nhau 0,3-0,7 cm trên cành hoa bông thóc thuôn dài; lá bắc màu xanh lục nhạt, dài 2,5-3,2 cm và rộng 0,9 cm gần đáy, thẳng đứng, hình thuyền, mặt ngoài nhẵn nhụi hoặc có lông nhọn ngắn che phủ; đỉnh nhọn, mép cuốn trong và xếp chồng; lá bắc đối diện 2-3 hoa; lá bắc con 2-3,3 cm, 2 gờ lưng, nói chung dài hơn và đối diện lá bắc, bao chặt xung quanh hoa, chẻ tới đáy, mép xếp chồng, được lông nhọn ngắn che phủ; đài hoa với bầu nhụy dài 12–13 mm, chẻ ~4 mm, với đỉnh từ thuôn tròn tới nhọn, 3 răng không đều, thưa lông nhọn ngắn; ống tràng dài 2,4–4 cm, nhẵn nhụi, các thùy tràng màu trắng, thẳng, 1,5 × 0,5 cm, đỉnh có mấu nhọn và có nắp; các nhị lép thuôn dài, 1,2 × 0,3-0,4 cm, có nhú, đỉnh tù; cánh môi 1,4-1,7 × 0,9-1,1 cm, hình thìa, đỉnh 2 thùy (khía răng cưa 3–4 mm), các thùy xếp chồng, màu trắng với phần giữa màu vàng nhạt-xanh lục; nhị dài 11–12 mm; chỉ nhị 5-7 × 2 mm, mô vỏ bao phấn 4-5 × 1,5 mm, không cựa, nứt dọc theo toàn bộ chiều dài; mào thuôn tròn đến 2 mm; đầu nhụy rộng 1 mm, hình chùy với 2 bướu lưng, lỗ nhỏ có lông rung, hướng về phía trước; bầu nhụy 2 mm, nhẵn nhụi, tuyến trên bầu 4-5,5 mm, 2 thùy, hình kim. Không thấy quả.
Lá bắc con 2 gờ lưng là bất thường đối với Scaphochlamys. Đây là đặc trưng của chi Distichochlamys có ở Việt Nam. Tuy nhiên, loài này không có lá bắc con hình ống khác biệt của chi Distichochlamys.
S. calcicola cũng chia sẻ cụm hoa xếp thành 2 dãy như của chi Boesenbergia, nhưng khác ở 4 điểm quan trọng khác là (i) kiểu nở hoa từ đáy tới đỉnh so với từ đỉnh tới đáy, (ii) kiểu sắp xếp hoa là xim hoa bọ cạp xoắn ốc chứa 2-3 hoa so với hoa đơn, (iii) lá bắc con đầu tiên 2 gờ lưng và đối diện với hoa so với lá bắc con hình thuyền và mọc vuông góc với lá bắc và (iv) cánh môi 2 thùy, phẳng, các thùy xếp chồng so với cánh môi dạng túi, nguyên (hiếm khi có khía răng cưa), mép uốn ngược.
Trong phạm vi chi Scaphochlamys thì nó tương tự như S. sp. aff. breviscapa (các chồi lá với một lá mọc thẳng đứng, to (24 × 12 cm), cuống dài (29 cm); nhưng loài chưa mô tả kia có phiến lá hình trứng với đỉnh nhọn tù, cuống lá dài hơn khoảng 5 cm, cành hoa bông thóc kết đặc với các lá bắc sắp xếp xoắn ốc. Ngoài ra, cánh môi của nó có màu tía xung quanh đường trung tâm của cánh môi (tương tự như S. petiolata và S. reticosa). Các đặc trưng vô sinh của S. sp. aff. breviscapa thì giống với S. oculata hơn là với S. breviscapa.
Lá của S. calcicola tương tự về kích thước và hình dạng với S. sylvestris và S. breviscapa, nhưng hai loài kia có cụm hoa kết đặc và sắp xếp xoắn ốc. S. sylvestris có cuống lá dài hơn rất nhiều (15 cm), S. breviscapa có cuống lá dài tương đương (1-3,5 cm) trong khi S. oculata có cuống lá hơi dài hơn (2–5 cm).

## NhómCalcicola
Nhóm Calcicola được xác định bằng cụm hoa hơi lỏng lẻo, các lá bắc dạng màng sắp xếp xoắn ốc hay hai dãy, các lá bắc con tương tự như lá bắc, với lá bắc con thứ nhất 2 gờ lưng mờ nhạt và đôi khi dài hơn lá bắc liên hợp, hoa lớn, dài ~5,5 cm với cánh môi dài ~2 cm và quả có vỏ quả ngoài nhẵn. Nhóm này chỉ giới hạn ở huyện Bau, tỉnh Kuching, Sarawak, gồm 2 loài là S. calcicola, S. uniflora.